# Leerkaalkopje
Het leerkaalkopje (Deconica horizontalis) is een schimmel uit de familie Strophariaceae. Het leeft saprotroof op stronken en stammen van loof- en naaldbomen, in parken, gemengde en loofbossen op droge, voedselarme zandgrond.  Ze zijn te vinden van september tot januari, maar in milde winters kunnen ze nog langer verschijnen.

## Kenmerken

### Uiterlijke kenmerken
De hoed van het leerkaalkopje is gevormd als een schelp tot een nier, en heeft een oppervlak dat glad is tot fijn viltig, variërend in kleur van oranjebruin tot donkerbruin. De steel is kort, dun, en bevindt zich niet in het midden van de hoed, en heeft dezelfde kleur als de hoed. De plaatjes zijn direct aan de hoed gehecht, dicht bij elkaar geplaatst, en zijn bruin van kleur. De sporenprint is bruin.

### Microscopische kenmerken
De sporen van deze paddenstoel zijn klein, met afmetingen van 6 tot 8 bij 4 tot 5 micrometer, en ze hebben een dikke wand. Hun kleur varieert van bleekgeel tot bruin wanneer behandeld met ammonia. 

## Ecologie
Deze paddenstoelen groeien in groepen op rottend hout van diverse loofbomen zoals populieren, wilgen en platanen, soms zelfs op naaldhout. Ze gedijen goed in parken en gemengde bossen, vooral op voedselarme grond die enigszins droog is. Opmerkelijk is dat ze soms zelfs groeien op ongewone substraten zoals oude matrassen, deurmatten, verweerde stukken touw, en dergelijke.

## Verspreiding
Het leerkaalkopje komt voor in Europa, Noord-Amerika, Zuid-Afrika, Australië en Nieuw-Zeeland. In Nederland komt het leerkaalkopje vrij algemeen voor.

## Foto's

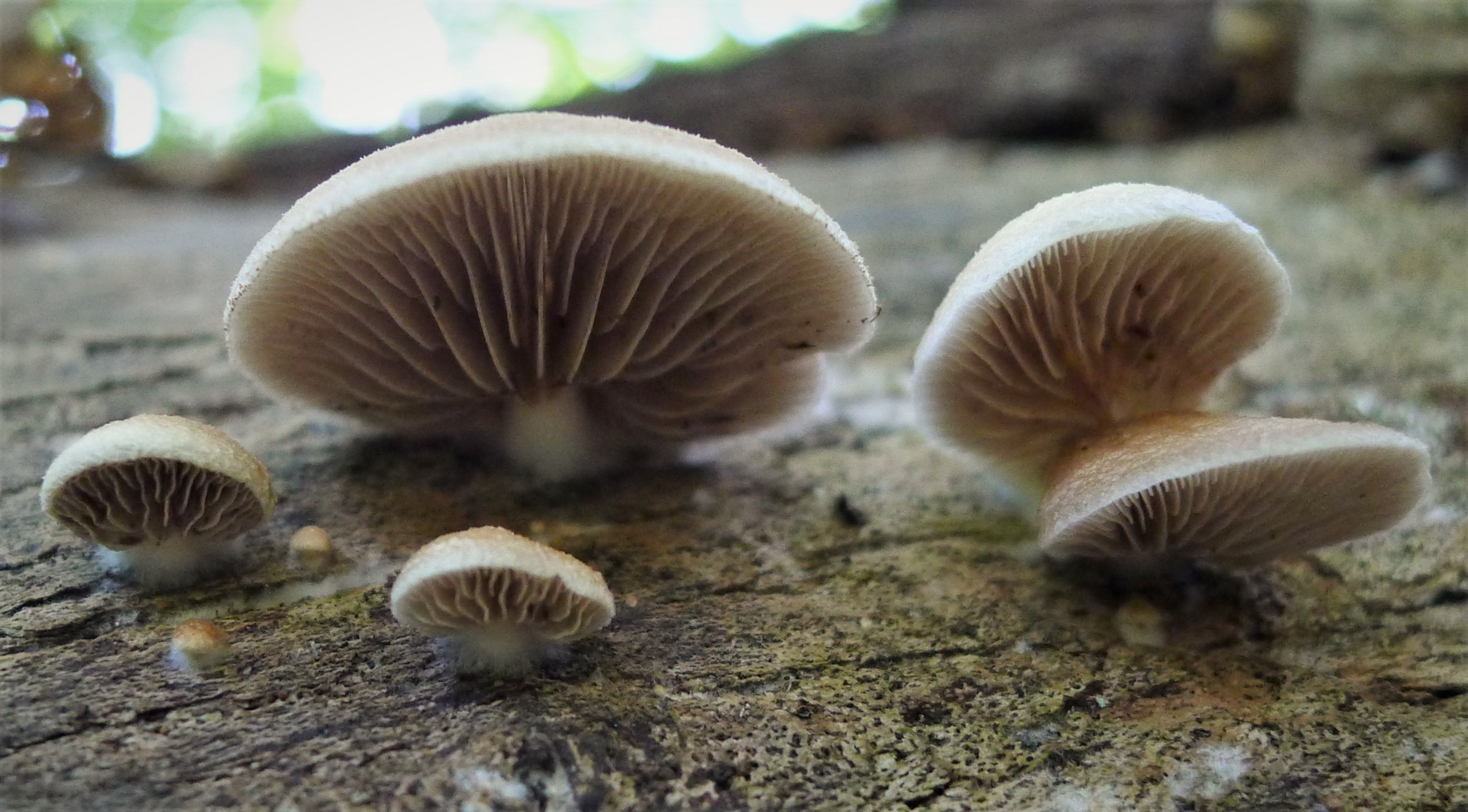
Lamellen
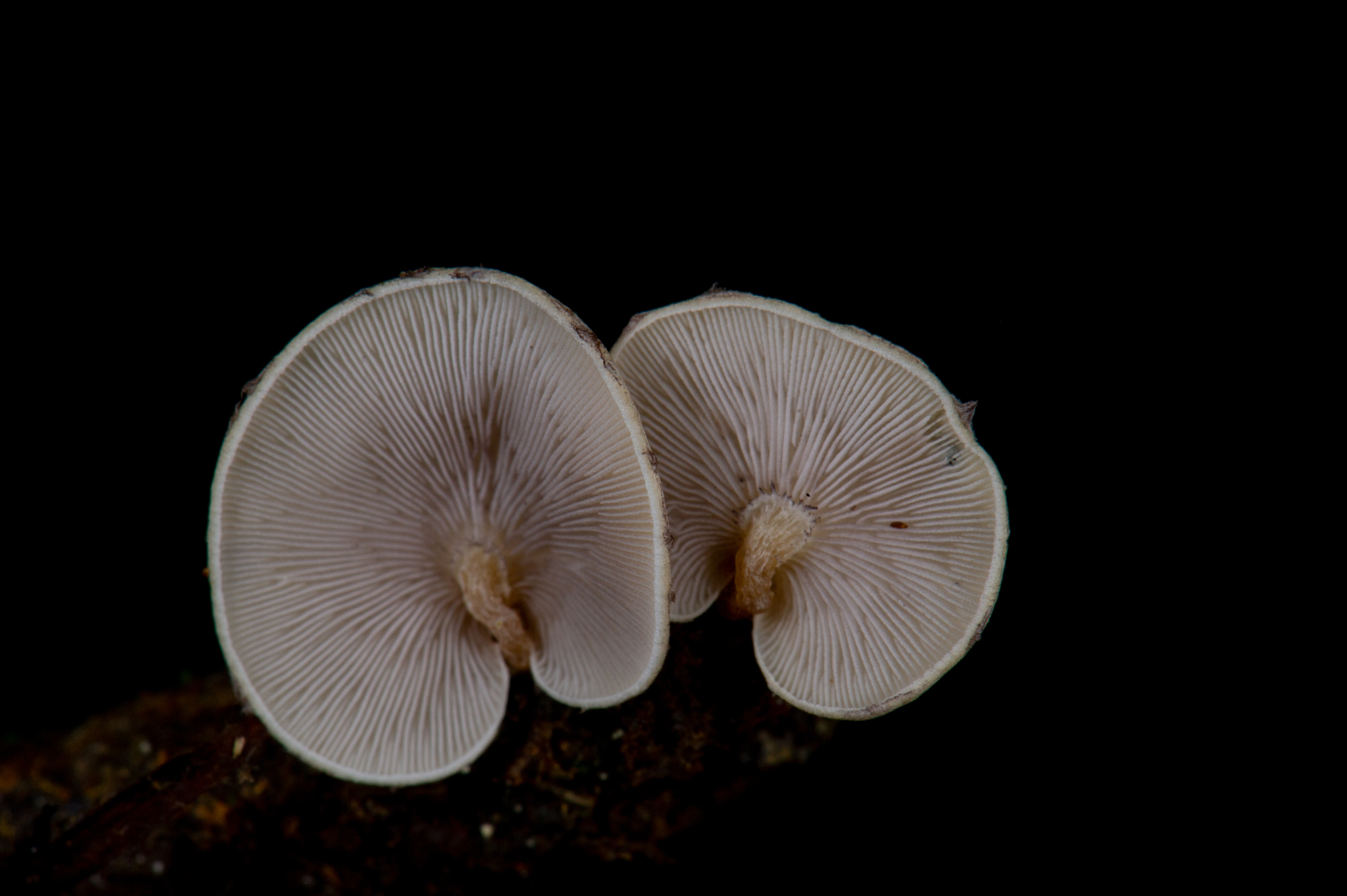
Lamellen